# テテ州
テテ州（Tete província）は、モザンビーク西部の内陸州である。面積は100,724km2、人口は1,388,205人（2002年）。州都はテテ市（Tete cidade）。

## 行政区分
テテ市（cidade de Tete）と、次の12の地域（District）から成っている。
- アンゴニア郡 (Angónia)
- ツァンガノ郡（英語版）（Tsangano）
- マカンガ郡（英語版） (Macanga)
- チフンデ郡（英語版）(Chifunde）
- チウタ郡（英語版）（(Chiuta）
- モアティゼ郡（英語版）（Moatize）
- ズンボ郡（英語版）（Zumbo）
- マゴエ郡（英語版）（Magoe）
- マラビア郡（英語版）(Maravia）
- カオラ・バッサ郡（英語版） (Cahora Bassa）
- チャンガラ郡（英語版）（(Changara）
- ムタララ郡（英語版）（Mutarara）
- Doa District
- Marara (distrito)

## 地理

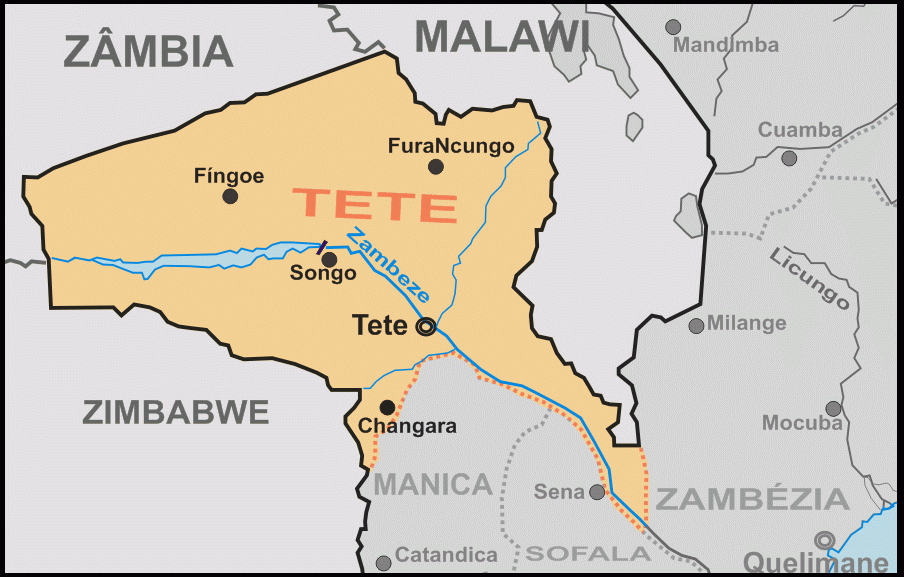
テテ州の地図

モザンビークの内陸部に位置し、マニカ州、ソファラ州、ザンベジア州のほか、マラウイ、ザンビア、ジンバブエの3カ国に接している。
周囲は山に囲まれており、中央をザンベジ川が流れ、上流にはカオラ・バッサ(Cahora Bassa）ダムによるダム湖のカオラ・バッサ湖（Cahora Bassa Lake）がある。このダムによる発電所は、内戦時には度々破壊工作の標的にさらされた。
最近は、テテ市近郊のモアティゼ（Moatize）の炭坑開発が注目されており、鉄道の復旧も検討されている。
ザンベジ川沿いの州都テテ市、は、モザンビークでも最も暑い場所と言われているが、マラウイ国境沿いの北部アンゴニア(Angónia)などは高原で夏でも過ごしやすい。